# Mladé víno
Mladé víno je česká filmová komedie z roku 1986 o počátcích využití počítačů v Československu, o životě a budování socialismu v 80. letech, odehrávající se ve fiktivní jihomoravské vesnici Pálavice. Volně navazuje na divácky úspěšné snímky Bouřlivé víno a Zralé víno.

## Tvůrčí štáb
- fotograf: Jitka Bylinská

## Obsazení
| Vladimír Menšík      | místopředseda družstva Michal Janák                |
| Božidara Turzonovová | agronomka Kateřina, Janákova žena                  |
| Jiří Sovák           | Čestmír Semerád                                    |
| Iva Janžurová        | Růžena, Semerádova žena                            |
| Josef Abrhám         | brigádník Jan Petrus                               |
| Pavel Nový           | Ing. Richard Barták, vedoucí výpočetního střediska |
| Josef Větrovec       | vedoucí skladu František Chovanec                  |
| František Filipovský | děda Maruštík                                      |
| Bronislav Poloczek   | zástupce předsedy Oldřich Zlámal                   |
| Josef Somr           | výčepní Eda Ovečka                                 |
| Václav Sloup         | traktorista Kuna                                   |
| David Schneider      | hlavní zootechnik Karlík, Janákův syn              |
| Ivana Andrlová       | Lenka, Zlámalova nevlastní dcera                   |
| Pavel Trávníček      | Zlámalův řidič Zdeněk Skřivánek                    |
| František Němec      | ředitel Okresní zemědělské správy Ing. Urban       |
| Adolf Filip          | ředitel krajské zemědělské správy Váchal           |

Dále hrají: Jiří Lábus (účetní Kokoška), Ivan Vyskočil (nadporučík VB Vojtěch Pánek), Vítězslav Jandák (Zavřel), Jan Kraus (družstevník Zezulák; mluví Zdeněk Blažek), Otto Šimánek (družstevník Kyselý), Jan Kuželka (družstevník Pitucha), Alena Procházková (Vlastička, Zlámalova žena, Lenčina matka), Radoslava Boháčová (sekretářka Radka), Martina Gasparovičová (Jana, Richardova nová přítelkyně), Ivana Vavrová (Dana, kamarádka Jany), Pavel Szukala (polský host Gemrot), Bronislav Bielan (polský host Kowalski), Jana Synková (pokladní Bartáková, Richardova manželka), Žofie Veselá (drbna Baďurová), Markéta Sikorová (tlumočnice Šroubková), Miloš Vávra (řidič), Vlasta Žehrová (Pánkova žena), Gabriela Rittichová (Monika), Ivana Leislerová (sekretářka Urbana), Monika Hladová (sekretářka Váchala),  Miloslav Šindler (Michalík), Josef Hejna (řidič), Dana Matějková (Zavřelova žena), Filip Menzel a Lubor Kallus (výrostci)

## Návštěvnost
- Od své premiéry v září 1986 až do 31. prosince 1987 vidělo film v českých kinech v rámci 4 704 představení celkem 320 834 diváků.[2]
- Od své premiéry v září 1986 až do 30. června 1991, kdy byl vyřazen z distribuce, vidělo film v českých kinech v rámci 5 027 představení celkem 331 154 diváků.[3]